# Мазина, Елизавета Олеговна
Елизавета Олеговна Мазина (род. 7 сентября 2004, Красноярск) — российская волейболистка, нападающая-доигровщица.

## Биография
Начала заниматься волейболом в 8-летнем возрасте в красноярской ДЮСШ № 10. В 2016 году принята СШОР «Енисей» города Красноярска, где продолжила занятия волейболом у тренера Н. В. Пашковой. С 2019 выступала за фарм-команду ВК «Енисей» в Молодёжной лиге, а с 2021 — параллельно и за основную команду клуба в суперлиге чемпионата России. В составе «Енисея»-2 становилась победителем и призёром Кубка Молодёжной лиги. Обладатель Кубка Сибири и Дальнего Востока 2021.

### Клубная карьера
- 2019—2022 —  «Енисей»-2 (Красноярск) — молодёжная лига;
- с 2021 —  «Енисей» (Красноярск) — суперлига.

## Достижения
- победитель розыгрыша Кубка Сибири и Дальнего Востока 2021.
- победитель (2020) и серебряный призёр (2022) розыгрышей Кубка Молодёжной лиги.